# Liant hydraulique
Un liant hydraulique est un liant qui se forme et durcit par réaction chimique avec de l’eau et est aussi capable de le faire sous l’eau, ce que l'on nomme « hydraulicité ». Il est utilisé dans la construction et dans l’industrie routière afin de répartir la pression uniformément sur toute la surface des particules.

## Histoire
Les premiers liants hydrauliques étaient obtenus par la Rome antique par adjonction à de la chaux grasse (et aérienne, produite à partir de calcaires les plus purs), de pouzzolane ou de tuileaux broyés (signinum, appelés aussi ciment par les anciens).
Cet état de connaissance subsistera jusqu'à la révolution industrielle où les chaux maigres et hydrauliques seront reconnues pour leurs qualités et les calcaires argileux et les marnes, activement recherchés. On trouvera aussi la manière de réaliser des pouzzolanes artificielles et de nouveaux mélanges d'argiles et de calcaires portés à haute température, ce qui a ouvert la voie à l'invention du ciment.
On doit le terme « hydraulique » à Louis Vicat qui expérimente les chaux hydrauliques et ciments autour de 1815. Il précise toutefois qu'en les nommant ainsi on a sacrifié le sens étymologique à l'usage qui applique la qualification d'hydraulique aux travaux exécutés dans l'eau; le nom d'hydrolithes formé du grec ὕδωρ - eau et λίθος - pierre, en indiquant la propriété caractéristique de ces chaux de devenir pierres sous l'eau, eût satisfait à la double exigence sans trop s'écarter du mot en usage.
Le degré d'hydraulicité définit par Louis Vicat est un indice de classification des chaux, selon leur teneur en argile.

## Dans l'industrie routière

### Caractéristiques recherchées
Il [Quoi ?] présente une cinétique de prise lente et un délai de maniabilité élevé.

### Mode de fabrication
Il est fabriqué en bétonnerie et est obtenu généralement par cobroyage ou mélange de différents matériaux tels le clinker de ciment, le laitier vitrifié de haut fourneau et/ou de cendres volantes et d'un catalyseur ou activant de prise.

### Usage
Toutes les applications du ciment.
Il est destiné au traitement des sols en place, à la confection des graves et sables traités avec des liants hydrauliques et du béton compacté routier pour assises de chaussées.

## Types
| Type   | Mode d’action | Exemple |
| ------ | --- | --- |
| Actif  | Agit sans l’addition d’un activant (comme la chaux) | - ciment Portland |
| Latent | Agit avec l’ajout d’un activant (généralement la chaux) | - laitier granulé de haut fourneau - cendres volantes - pouzzolanes                                                          |
| Mixte  | Mélange de liant hydraulique actif et de liant hydraulique latent (le dernier, dans quelques pays comme la République fédérale d’Allemagne, dénommé « additif ») | - ciment Portland et cendres volantes - ciment Portland et laitier granulé de haut fourneau - ciment Portland et pouzzolanes |